# Castelo Cathcart

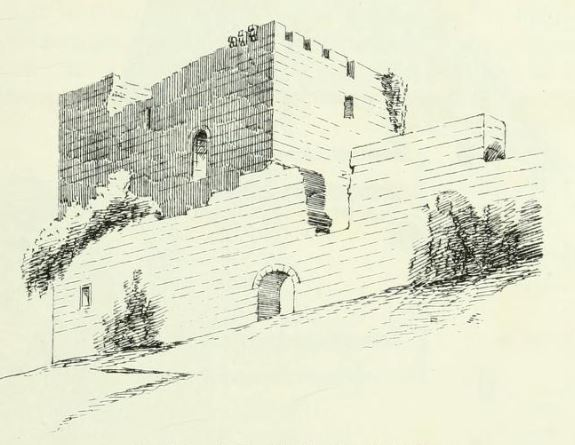
Castelo Cathcart visto do sudeste, c. 1887.

O Castelo Cathcart (em língua inglesa Cathcart Castle) é um castelo localizado em Glasgow, Escócia.
O castelo foi protegido na categoria "C" do "listed building", em 15 de dezembro de 1970.